# Luis de la Cruz
Pour les articles homonymes, voir De la Cruz.
Luis de la Cruz y Goyeneche, né le 25 août 1768 à Villa de Concepcion de Penco et mort le 9 octobre 1828 à Rancagua, est un explorateur et homme politique chilien.

## Biographie
Alcade de la Province de Concepcion (1806), il est connu pour son périple de quarante jours à travers les Andes. En 1817-1818, il est membre de la Junte Suprême et en devient le 17 janvier 1818 le Chef suprême. 
Jules Verne le mentionne dans son roman Les Enfants du capitaine Grant (partie 1, chapitre X).